# Lonni Boulesnane
Lonni Boulesnane, né le 14 mars 1988 à Cavaillon, est un karatéka français. Il est le frère de Cécil Boulesnane.
Il remporte l'or en kumite par équipes aux Championnats d'Europe de karaté 2016.